# Dème de Kárpathos
Le dème de Kárpathos, en grec moderne : Δήμος Καρπάθου / Dímos Karpáthou, est un dème d'Égée-Méridionale, en Grèce. Il comprend l'île du même nom et résulte de la fusion, en 2010 des dèmes de Kárpathos et de celui d'Ólympos.
Selon le recensement de 2011, la population du dème s'élève à 6 226 habitants.